# Os Trapalhões na Terra dos Monstros
Os Trapalhões na Terra dos Monstros é um filme de comédia, fantasia e aventura infantil brasileiro de 1989, dirigido por Flávio Migliaccio e estrelado pelo grupo humorístico Os Trapalhões. O filme conta ainda com Angélica e Conrado nos demais papéis principais, além de participações de Gugu Liberato e Grupo Dominó. A história é vagamente baseada no filme estadunidense A História Sem Fim, de 1984.
O filme é considerado o último longa dos "Trapalhões" com a participação de Zacarias, antes de seu falecimento, já que no posterior, Uma Escola Atrapalhada (1990), o grupo faz somente uma participação.

## Sinopse
No programa Viva a Noite apresentado por Augusto Liberato, Angélica, a filha do dono de uma empresa industrial de papel que aspira ser cantora, acaba ganhando o seu "sonho maluco", que é gravar um videoclipe no alto da Pedra da Gávea, no Rio de Janeiro, com o grupo Dominó. O pai a proíbe de ir, então ela foge com o namorado (Conrado) para a Pedra da Gávea. Quando o pai dela fica sabendo, ordena que seus empregados (Dedé, Mussum e Zacarias) a achem em três dias ou chamará a polícia, na busca contam com a ajuda do companheiro Didi, antigo empregado da casa e melhor amigo de Conrado. Tentando encontrá-los, os quatro caem em um buraco na Pedra da Gávea, reencontram os jovens e desbravam o local que é povoado por estranhas criaturas, algumas boas, os Grunks, e outras más, os Barks. Nesse estanho lugar também existe um monstro bom chamado "Lama" e um povo fenício cuja líder é Cira, por quem Didi se acaba se apaixonando.

## Elenco
- Renato Aragão — Didi
- Dedé Santana —  Dedé
- Mussum — Mussum
- Zacarias —Zacarias
- Angélica — Angélica
- Conrado Fernandes Antunes— Conrado
- Vanessa de Oliveira —  Cira
- Gugu Liberato — Ele mesmo
- Benjamin Cattan —  Dr. Romeu (Dr. Fofinho)
- Geórgia Gomide —  Cida (Dona Fofa)
- Afonso Nigro — Afonso (creditado como Grupo Dominó)
- Nill — Nill (creditado como Grupo Dominó)
- Marcelo Rodrigues — Marcelo (creditado como Grupo Dominó)
- Marcos Quintela — Marcos (creditado como Grupo Dominó)
- Flávio Migliaccio — Diretor do clipe do Dominó

### Vozes
- Garcia Júnior — voz dos grunks
- Oberdan Júnior — voz dos grunks
- Mário Jorge de Andrade— Diretor de Dublagem e voz dos grunks
- Selton Mello — voz dos grunks
- José Luis Benício — voz dos grunks

## Recepção
Rodrigo de Oliveira em sua crítica para o Papo de Cinema disse que "sempre existiram participações especiais descartáveis e aparições de produtos nos filmes dos Trapalhões (...) Mas em Os Trapalhões na Terra dos Monstros esta artimanha é extrapolada. (...) Divertido e muito bem produzido (...) é um adeus válido para o saudoso Zacarias e para aquele quarteto que tanto fez o Brasil rir durante seus anos em atividade."

## Canções do filme
- "P" da Vida" - Dominó
- "Nosso Amor é Festa" - Angélica
- "Paraíso" - Dominó
- "Beijo de Aranha" - Conrado